# Rosularia
Rosularia là một chi thực vật có hoa trong họ Crassulaceae.